# Яковлівка (Лозівський район)
Я́ковлівка — село в Україні, у Лозівській міській громаді Лозівського району Харківської області. Населення становить 696 осіб. Орган місцевого самоврядування — Яковлівський старостинський округ.

## Постаті
Логвиненко Яків Омелянович - засновник села 
Михайлюк Михайло Леонідович (1980—2015) — старший солдат Збройних сил України, учасник російсько-української війни.
Халепа Іван Петрович (1919 - 1994) - директор та будівничий школи, активний громадський діяч, засновник газети "Колгоспник"  [Архівовано 7 січня 2022 у Wayback Machine.] нагороди: орден "ВВВ", "Відмінник народної освіти", орден "Ветеран праці" 

## Географія
Село Яковлівка знаходиться на відстані 2 км від Каналу Дніпро — Донбас. До села примикає село Оддихне. Селом протікає пересихаючий струмок із загатами. Поруч проходять автомобільні дороги Т 2107 і Р79. За 2 км знаходиться залізнична станція Відпочинок.

## Історія
- 1922 — дата заснування.
- 1928 рік - організовано колгосп "Соцзмагання" (голова Логвиненко Я.О)
- 1954 рік - побудовано Отдихнянську середню школу (з 1960 року Яковлівська) (рік закриття 2021)
- 1957 рік - будівництво стадіону
- 1955 - 1997 роки - видається газета "Колгоспник"
- 1963 рік - голова колгоспу Шкуренко Дмитро Лаврентійович, за часи керування якого будуються основні приміщення інфраструктури: магазини, відділення зв'язку, ФАП, дитячий садок, Будинок культури, а також будуються дороги.
- 1968 рік - колгосп перейменовано у колгосп "ім. Ілліча"
- 1968 - 2000 р.р. - функціонування колгоспного ДНЗ (відновлення роботи з 2006 року на базі Яковлівської школи)
- 1991 рік - початок роботи Яковлівської сільської ради (перший голова Онайко Микола Васильович)
- 1995 рік - газифікація села
- 2002 рік - припинення існування колгоспу
- 2008 рік - відкриття амбулаторії сімейної медицини (до цього був ФАП)
- 2016 рік - відкриття меморіальної дошки на честь Михайлюка Михайла Леонідовича
- 2019 рік - Яковлівську сільську раду реорганізовано в Яковлівський старостинський округ.
- 12 червня 2020 року, відповідно до Розпорядження Кабінету Міністрів України  № 725-р «Про визначення адміністративних центрів та затвердження територій територіальних громад Харківської області», увійшло до складу Лозівської міської громади.[1]
- 17 липня 2020 року, в результаті адміністративно-територіальної реформи та ліквідації колишнього Лозівського району (1923—2020), увійшло до складу новоутвореного Лозівського району Харківської області.[2]
- 2021 рік - видання історичного роману про село "Орелія" (автор Ольга Халепа)

## Населення

### Мова
Розподіл населення за рідною мовою за даними перепису 2001 року:
| Мова       | Кількість | Відсоток |
| ---------- | --------- | -------- |
| українська | 644       | 92.53%   |
| російська  | 50        | 7.18%    |
| білоруська | 2         | 0.29%    |
| Усього     | 696       | 100%     |

## Економіка
- «Яковлівська», агрофірма, ТОВ.
- Функціонуть два магазини продуктових та промислових товарів.